# ニシムタ
ニシムタは、鹿児島県鹿児島市を中心に南九州（鹿児島県・熊本県および宮崎県）でスーパーセンターを主体に、ホームセンター事業を展開している中堅流通企業。
鹿児島県内ではタイヨーやだいわ（株式会社 大和）と並ぶ小売店。

## 店舗概要

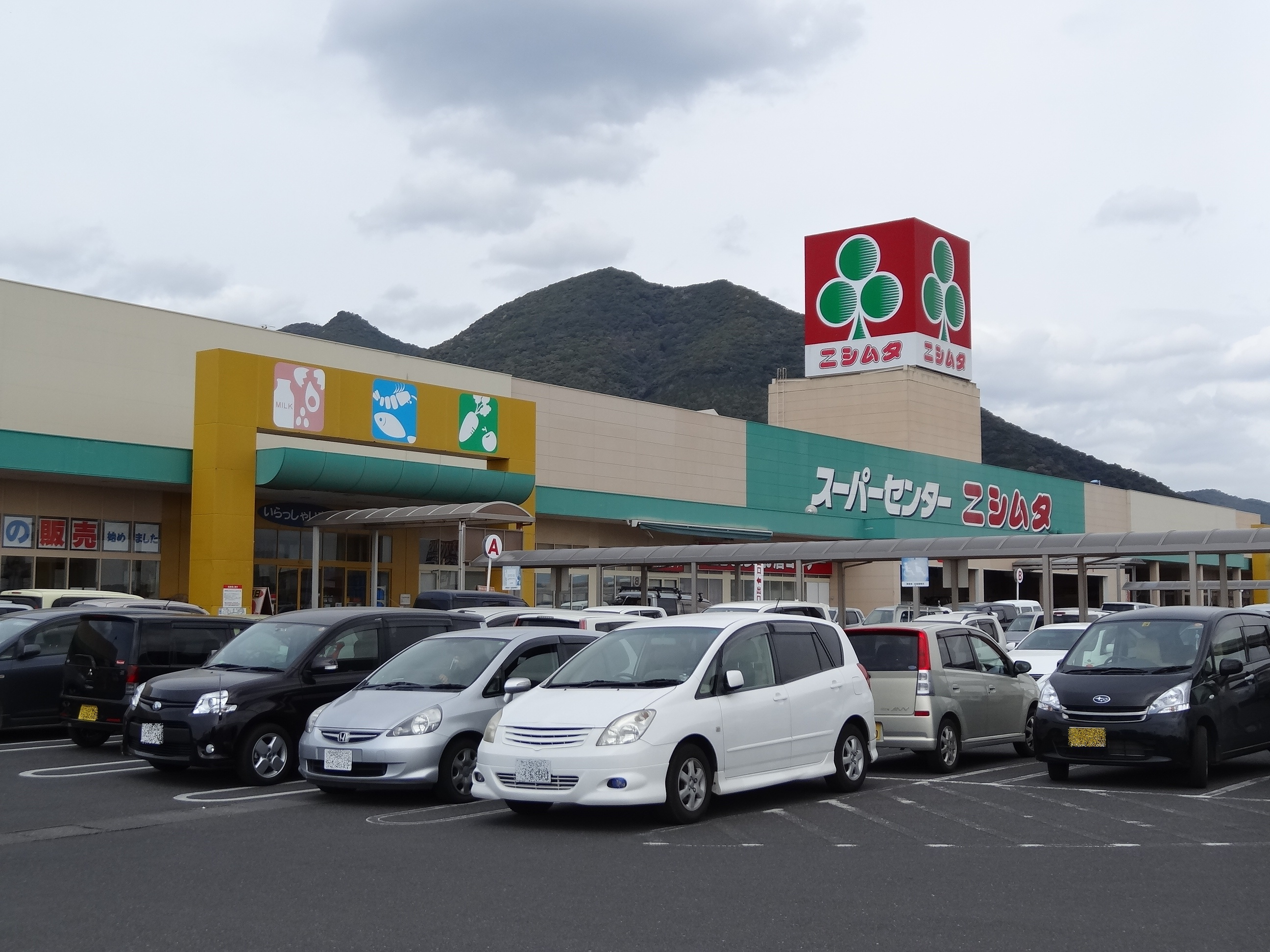
鹿屋店（2006年以降、旧・ハイパーマート鹿屋店）

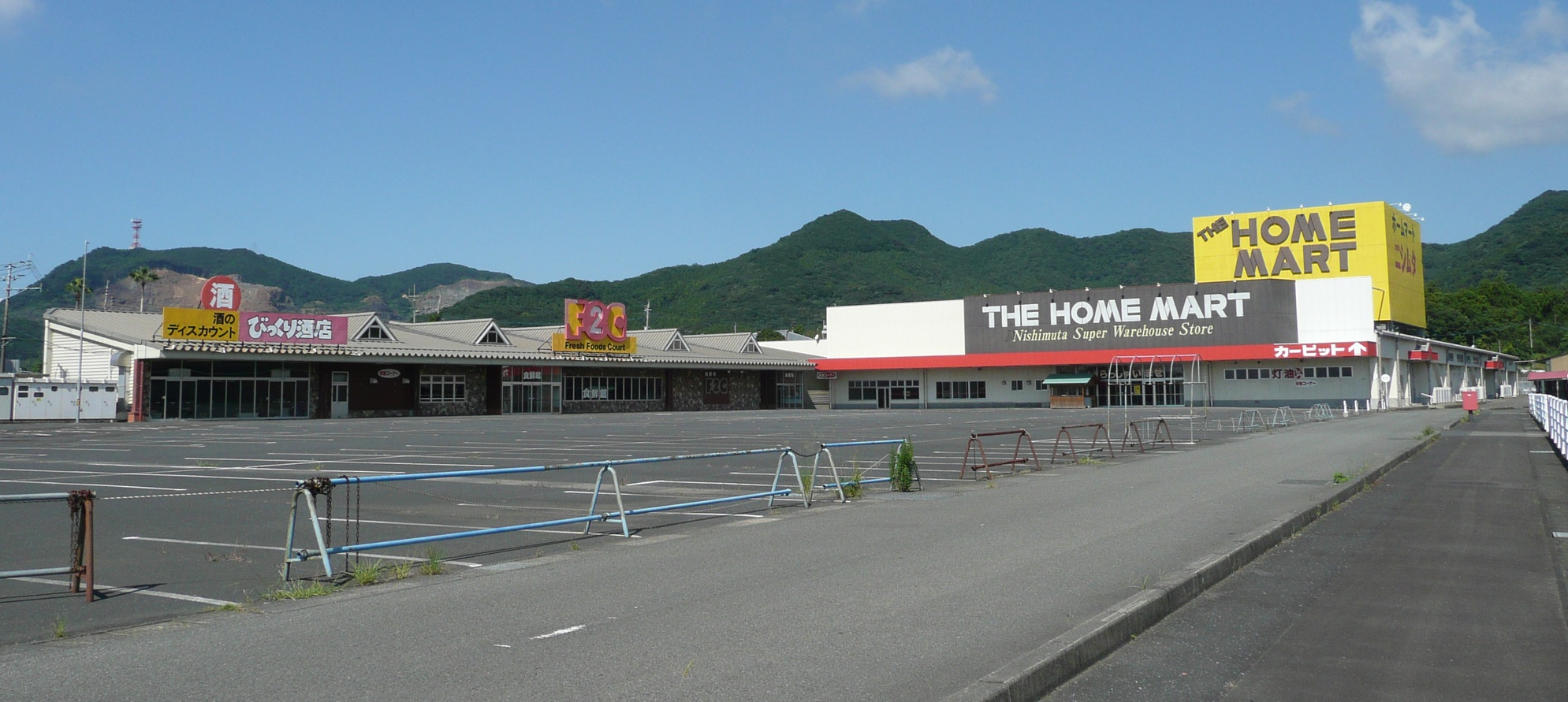
旧鹿屋店（1996 - 2006年）

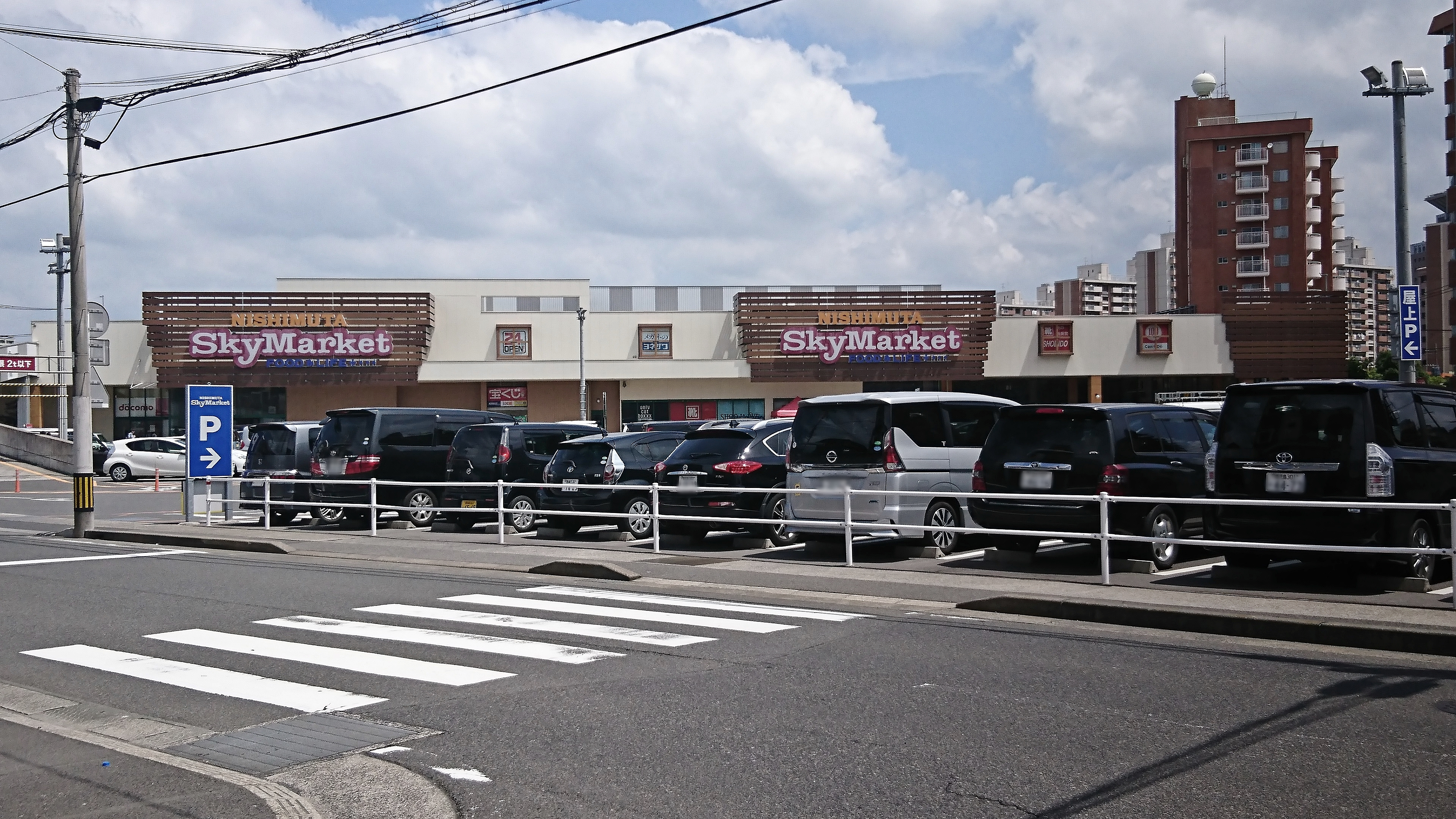
ニシムタ スカイマーケット鴨池店

ファミリーショップ
ニシムタ1号店からの業態。店舗規模は小さいものがほとんど。ただし、与次郎本店は大型店である。ファミリーショップとして出店した店舗の多くは、移転により閉店したり、ニシムタのディスカウントに特化した業態である「No.1」にリニューアルされたため、ファミリーショップの店舗はほとんど無くなってしまった。
ホームマート
カー用品・DIY・園芸用品・インテリア・日用品などを取り扱う。基本的に生鮮食料品の取り扱いはない。
スーパーセンター
スーパーセンターは、ホームマートに生鮮食料品売り場（食鮮館）をプラスした業態。現在、ニシムタの店舗の半数以上はスーパーセンターである。最近出店した店舗には、これまでよりも大型なものが目立つ。一部店舗（熊本県所在店舗は全店舗）は終夜営業を行っている。
N's CITY（エヌシティ）
ニシムタで一番の店舗規模を誇る谷山店と、くしまサティ（マイカル九州運営、吸収合併され現在のイオン九州）跡地に開店した串間店がこの業態にあたる。店内に多くのテナントを設置している。なお、谷山店は終夜営業を実施。
No.1
移転などで空き店舗になったファミリーショップ店舗をリニューアルオープンさせた業態。日用品を中心に取り揃えている。特売チラシは基本的に別である。
各県の店舗数
- 鹿児島県34店舗（うち4店舗終夜営業）
- 熊本県2店舗（全店終夜営業）
- 宮崎県2店舗（うち1店舗終夜営業）

鹿児島県の離島には10店舗を展開しているが、直営店は奄美市の名瀬店のみである。他の種子島、徳之島、沖永良部島等にある店舗は全てフランチャイズである。

## 略歴
- 1958年（昭和33年）2月 - 西牟田小型部品商会を鹿児島市荒田にて開業。当時は自動車部品の卸売業だった。
- 1963年（昭和38年）4月 - 組織形態を有限会社に改組し[1]、有限会社西牟田小型部品商会設立。
- 1965年（昭和40年）11月 - 商号を有限会社西牟田自動車部品商会に変更。
- 1974年（昭和49年）6月 - 都城店を開店し、ホームセンターとして展開[1]。
- 1978年（昭和53年）10月 - 与次郎本店を開店[1]。同時に本社も同地に移転。
- 1988年（昭和63年）4月 - 商号を有限会社ファミリーショップニシムタに変更。
- 1991年（平成3年）12月 - 鹿児島市南栄に鹿児島初の第1種大規模小売店舗谷山店開店[注釈 1]。
- 1992年（平成4年）5月 - 組織形態を株式会社に改組し、社名を株式会社ニシムタに変更[1]。
- 1996年（平成8年）
  - 7月 - ウエアハウススタイルの先駆けとなるホームマート伊敷ニュータウン店開店。
  - 9月 - 九州初のスーパーセンター都城志比田店開店。
  - 12月 - 2万5千坪の大規模パワーセンター鹿屋店開店（寿地区から国道220号鹿屋バイパス大浦地区に移転）。
- 2000年（平成12年）11月 - 谷山店を近隣の卸本町に移転する形で新業態のN's CITY谷山店をオープン
- 2007年（平成19年） 
  - 3月 - 公正取引委員会より、排除措置命令（独占禁止法第19条違反）。
  - 9月 - シジシージャパンに加盟。
- 2019年（令和元年）5月 - 合志店を熊本県合志市にオープン。

## 関連会社
- 有限会社明興商会
- 有限会社ミツバ
- 株式会社ナーセリーズJAPAN（生花店事業、熊本県のみ展開）